# Mela caramellata
La mela caramellata (in lingua inglese candy apple) è un dolce statunitense. Si tratta di una mela rossa intera ricoperta da un duro rivestimento di zucchero caramellato.

## Storia
La mela caramellata risulta inventata dall'americano William W. Kolb agli inizi del Novecento. Secondo quanto riporta un articolo di giornale del 1964:
 Oggi le mele caramellate sono divenute un dolce tradizionale tipico di varie festività occidentali, fra cui Halloween e la Guy Fawkes Night, che cadono durante il periodo annuale del raccolto delle mele. Il 31 ottobre, negli USA, viene festeggiato il National Caramel Apple Day o National Candy Apple Day.

## Preparazione
Le mele caramellate vengono preparate rivestendo una mela con uno strato di zucchero che viene riscaldato fino a diventare molto duro. La durezza dello zucchero varia a seconda del tipo di zucchero usato. Il rivestimento dolce più comune è fatto di zucchero bianco o di canna, sciroppo di mais, acqua, cannella e colorante alimentare rosso. Il clima umido può impedire allo zucchero di indurirsi. Le mele caramellate vengono normalmente servite con uno stecchino che funge da manico. Le mele caramellate possono essere anche guarnite di cioccolato, burro di arachidi, scaglie di cocco e vari tipi di frutta secca fra cui noci, nocciole, mandorle e pistacchi tritati. La mela caramellata non va confusa con la cosiddetta caramel apple o toffee apple, che è rivestita da uno strato di caramella toffee al posto dello zucchero caramellato.